# Солонгой
Солонго́й, сусленник, колоно́к го́рный (лат. Mustela altaica) — один из представителей семейства куньих. 

## Этимология
Основное название монгольского и тунгусо-маньчжурского происхождения, там лексема имеет значение «хорёк» или «соболь».
Другое название, «сусленник», отражает основной рацион зверька.

## Описание
Солонгой — зверёк среднего размера, от колонка отличается меньшими размерами. Строение тела солонгоя среднее между колонком и горностаем: длина тела может достигать до 31 см (длина тела у самок — 19-22 см, у самцов — 23,5 — 26 см), длина хвоста — до 15 см (у самок — 8-11 см, у самцом — 11-14,5). Обычно длина самцов колеблется от 21 до 28 см с 10—15 см хвостом. Их вес от 250 до 370 г. Самки чуть меньше, от 21 до 26 см в длину, с 9—12,5 см хвостом. Вес самок от 120 до 245 г. Масса самцов зимой в Казахстане — 217-255 г, самок там же и в это же время — 122-135 г. Масса в общем может достигать 400 грамм. Хвост слабо опушенный.
Мех короткий, длина остевых волос — 12-18 мм. Окрас меха в общем и целом — желтовато-палевый, светло-рыжий, более тусклый, чем у колонка: так, зимой голова до конца морды — буровато-серого цвета, губы и подбородок белёсые, постепенно переходят в рыжеватый окрас соседних частей головы. Летний окрас меха более интенсивно выраженный.
Череп по общему виду и пропорциям похож на череп колонка, отличается гораздо меньшими размерами и более стройными очертаниями. Бакулюм схож с таковым у колонка, но кончик сильно изогнут; максимальная длина доходит до 25-27 мм.

## Среда обитания
Солонгой распространён в Центральной, Северной и Восточной Азии. Ареал носит очаговый характер. Животное встречается в Памире, Тарбагатае, восточном Тянь-Шане, Джунгарском Алатау, Кунгей-Алатау, Терскей-Алатау, Заилийском Алатау, на юге казахстанского Прибалхашья, Монголии, Китае и на севере Индии. В России обитает на юге Дальнего Востока: на юге Уссурийского края и Приамурья; и на юге Сибири: в основном, на Алтае и Забайкалье, также в Саянах и южном Прибайкалье.
Солонгой населяет преимущественно горные ландшафты со слабым или интенсивным развитием лесной растительности (например островной хребет Даур в Еврейской АО), селится также в предгорной лесостепи и степи (так, на юго-востоке Забайкалья селится так и в равнинной, так и гористой степи). Из лесных массивов предпочитает смешанную тайгу на горных склонах и речных долин. В горах поднимается выше лесного пояса до высоты 3500 м и выше, встречаясь среди россыпей камней (в Катон-Карагайском ГНПП отмечен на всей территории в различных биотопах). Избегает заболоченных низин. Делает гнездо в естественных убежищах: стволах деревьев, среди камней или под камнями деревьев; а также в чужих небольших заброшенных норах. Солонгой не боится жить в том числе и вблизи человеческих поселений.

### Подвиды
Известно семь подвидов солонгоя (три из них встречаются в России):
- Mustela altaica altaica Pallas, 1811;
- Mustela altaica alpinus Gebler, 1823 — Сибирский солонгой — запад ареала к востоку от Байкала[9];
- Mustela altaica birulai Ognev, 1928 — Памирский солонгой — Памир[9];
- Mustela altaica raddei Ognev, 1928 — Забайкальский солонгой — Забайкалье, Хамар-Дабан[9];
- Mustela altaica astutus Milne-Edwards, 1870 — Китайский солонгой — Китай, Монголия, не исключено, что встречается и на юге Приморья[9];
- Mustela altaica temon Hodgson, 1857;
- Mustela altaica tsaidamensis Hilzheimer, 1910.

## Поведение
Ведёт как и дневной, так и ночной образ жизни. Обладает смелым и бесстрашным характером, быстро бегает, хорошо плавает и лазает, причём не только по камням и деревьям, но и по потолкам зданий.
Вокализация в возбуждённом состоянии — громкое стрекотание, помимо этого, также выделяет жидкость с едким запахом с помощью своих анальных желёз.
Линька, как и у колонка, протекает два раза в год: весной и осенью. Характер линьки аналогичен таковой у колонка.

## Размножение
По всем главным аспектам биология размножения схожа с размножением остальных представителей рода.
Гон в Казахстане происходит в феврале-марте. Во время гона самцы устраивают суровые схватки за первенство в спаривании, происходящем один раз в год. Беременность у самок длится около 30-49 дней. Время рождения детёнышей неизвестно, однако если в конце марта в чреве беременных самок имеются относительно крупные эмбрионы, то уже в начале мая наблюдаются молодые особи. В помёте — от одного до восьми детёнышей, чаще всего 7-8. Мать кормит детёнышей молоком до 2 месяцев, в это время они становятся самостоятельными, но до осени держатся выводком.

## Питание
Питается солонгой различными мелкими грызунами (в том числе поедая трупы попавших в капканы ондатр), преимущественно мышевидными, а также зайчатами, в качестве дополнительного и второстепенного корма питается птицами, их яйцами и птенцами, ящерицами (нередко добывает их летом), лягушками, улитками, рыбой и насекомыми; особи, живущие вблизи человеческих поселений, также питаются домашней птицей. Также может поедать и растительную пищу: так, на Памире солонгой также поедает ягоды шиповника. В зависимости от состояния кормовой базы численность солонгоев подвержена резким колебаниям.
Суточная норма пищи для взрослых самцов (по наблюдениям в неволе) — 45-54 г., что соответствует трём-четырём домовым мышам. Зачастую во время охоты добывает больше добычи, чем в состоянии съесть, при избытке поедает лишь головной мозг и пьёт кровь.

## Значение
Относится к промысловым видам, но промысловое значение невелико. В дореволюционной России он не добывался, заготовки начались лишь с 1924 г. Мех используется подкрашенным в коричневый цвет, под соболя или норку. В СССР в 1950-х годах он шёл на меховые жакеты, меховые воротники для женской и детской одежды, женские манто и детские меховые пальтоа.
Солонгой занесён в Красную книгу Еврейской автономной области (2004), в Красную книгу Иркутской области (2010) и Красную книгу Приморского края.